# Condado de Itasca
El condado de Itasca (en inglés: Itasca County) es un condado en el estado estadounidense de Minnesota. En el censo de 2000 el condado tenía una población de 43.992 habitantes. La sede de condado es Grand Rapids. El condado fue fundado el 27 de octubre de 1849, después de la creación del Territorio de Minnesota. Fue nombrado en honor al lago Itasca.

## Geografía
Según la Oficina del Censo, el condado tiene un área total de 7.583 km² (2.928 sq mi), de la cual 6.902 km² (2.665 sq mi) es tierra y 681 km² (263 sq mi) (8,97%) es agua.

### Condados adyacentes
- Condado de Koochiching (norte)
- Condado de St. Louis (este)
- Condado de Aitkin (sur)
- Condado de Cass (suroeste)
- Condado de Beltrami (oeste)

### Áreas protegidas nacionales
- Chippewa National Forest

## Autopistas importantes
- U.S. Route 2
- U.S. Route 71
- U.S. Route 169
- Ruta Estatal de Minnesota 1
- Ruta Estatal de Minnesota 6
- Ruta Estatal de Minnesota 38
- Ruta Estatal de Minnesota 46
- Ruta Estatal de Minnesota 65
- Ruta Estatal de Minnesota 286

## Demografía
En el censo de 2000, hubo 43.992 personas, 17.789 hogares y 12.381 familias residiendo en el condado. La densidad poblacional era de 16 personas por milla cuadrada (6/km²). En el 2000 había 24.528 unidades habitacionales en una densidad de 9 por milla cuadrada (4/km²)}. La demografía del condado era de 94,64% blancos, 0,16% afroamericanos, 3,40% amerindios, 0,27% asiáticos, 0,02% isleños del Pacífico, 0,16% de otras razas y 1,34% de dos o más razas. 0,60% de la población era de origen hispano o latino de cualquier raza. 
La renta promedio para un hogar del condado era de $36.234 y el ingreso promedio para una familia era de $44.025. En 2000 los hombres tenían un ingreso medio de $37.066 versus $22.327 para las mujeres. La renta per cápita para el condado era de $17.717 y el 10,60% de la población estaba bajo el umbral de pobreza nacional.

## Ciudades y pueblos
| - Bear River - Bigfork - Bovey - Calumet - Cohasset | - Coleraine - Deer River - Effie - Goodland - Grand Rapids | - Keewatin - La Prairie - Marble - Marcell - Max | - Nashwauk - Pengilly - Spring Lake - Squaw Lake - Swan River | - Taconite - Talmoon - Togo - Warba - Wirt - Zemple |

### Municipios
| - Municipio de Alvwood - Municipio de Arbo - Municipio de Ardenhurst - Municipio de Balsam - Municipio de Bearville - Municipio de Bigfork - Municipio de Blackberry - Municipio de Bowstring - Municipio de Carpenter - Municipio de Deer River | - Municipio de Feeley - Municipio de Good Hope - Municipio de Goodland - Municipio de Grattan - Municipio de Greenway - Municipio de Harris - Municipio de Iron Range - Municipio de Kinghurst - Municipio de Lake Jessie - Municipio de Lawrence | - Municipio de Liberty - Municipio de Lone Pine - Municipio de Marcell - Municipio de Max - Municipio de Moose Park - Municipio de Morse - Municipio de Nashwauk - Municipio de Nore - Municipio de Oteneagen - Municipio de Pomroy | - Municipio de Sago - Municipio de Sand Lake - Municipio de Spang - Municipio de Splithand - Municipio de Stokes - Municipio de Third River - Municipio de Trout Lake - Municipio de Wabana - Municipio de Wawina - Municipio de Wildwood - Municipio de Wirt |

### Lugar designado por el censo
- Ball Club
- Inger

### Territorio No Organizado
- Bowstring Lake
- Deer Lake
- Effie
- Northeast Itasca
- Little Sand Lake